# Croton chilensis
Croton chilensis és una planta de la família de les euforbiàcies, és una espècie d'arbust o arbre petit endèmic de Xile, hi creix de manera freqüent, pot arribar a fer 1,2 metres d'alçada i és considerada de gran valor ornamental. El nom genèric Croton procedeix del grec Kroton, que significa "paparra", pel fet que les seves llavors recorden a aquest àcar. L'epítet específic llatí chilensis és un adjectiu de tipus geogràfic que fa referència al lloc d'origen, Xile. Acostuma a créixer tant a nivell de costa (0 a 500 metres), i cap a zones més elevades (500-2.000m). De l'escorça de l'arbre s'obté el toxalbumina crotina i diterpè crotonina.
Les flors són de color groc. Arbust amb fulles oval-cordiformes, piloses, de marges dentats cap enrere. Flors petites, groguenques, reunides en inflorescències terminals, les femenines disposades a la base, les masculines en l'àpex. Els fruits són càpsules ovoides, amb tres lòculs i una llavor per lòcul.
Les condicions d'aigua que necessita són àrees extremadament àrides, on rarament hi plou. La temporada seca dura uns 8 a 12 mesos i és possible que en alguns anys no hi plogui. Precipitacions menors a 100 mm/ any. Humitat costanera anomenada "camanchaca": les plantes reben aigua principalment des de l'aire per condensació. Les condicions de llum són planta exposada, però amb protecció contra la llum directa per la boira costanera (camanchaca).